# Baraň
Baraň (rusky i bělorusky Барань, polsky Barań, litevsky Baranis) je město ve Vitebské oblasti v Bělorusku. Žije zde přibližně 10 tisíc obyvatel.

## Poloha a doprava
Baraň leží na řece Adroŭ, pravém přítoku Dněpru, přibližně devět kilometrů jihozápadně od většího města Orši.
Východně od Baraně prochází železniční i silniční spojení z Orši do Mogileva.